# Туул
Туул (монг. Туул гол, до 1988 р. — Тола) — річка в Монголії, права притока річки Орхон, сточище Селенги. Довжина 704 км, сточище 53,2 тисяч км², середня витрата води біля м. Улан-Батор 20—25 м³/сек
Бере початок на нагір'ї Хентей. Протікає в широкій долині, розчленовуючись на численні рукави.
Літні паводки, низький стік взимку. Замерзає з кінця жовтня до середини квітня. Води використовуються для зрошування, а також для водопостачання Улан-Батору.